# Флугервил (Тексас)
Флугервил (енгл. Pflugerville) град је у америчкој савезној држави Тексас. По попису становништва из 2010. у њему је живело 46.936 становника.

## Демографија
Према попису становништва из 2010. у граду је живело 46.936 становника, што је 30.601 (187,3%) становника више него 2000. године.
| Група             | 2000.          | 2010.          |
| Белци             | 11.092 (67,9%) | 22.257 (47,4%) |
| Афроамериканци    | 1.545 (9,5%)   | 7.281 (15,5%)  |
| Азијати           | 704 (4,3%)     | 3.468 (7,4%)   |
| Хиспаноамериканци | 2.727 (16,7%)  | 13.024 (27,7%) |
| Укупно            | 16.335         | 46.936         |